# Laragne-Montéglin
Laragne-Montéglin – miejscowość i gmina we Francji, w regionie Prowansja-Alpy-Lazurowe Wybrzeże, w departamencie Alpy Wysokie.

## Demografia
Według danych na rok 1990 gminę zamieszkiwało 3371 osób, a gęstość zaludnienia wynosiła 143 osoby/km². W styczniu 2015 r. Laragne-Montéglin zamieszkiwało 3687 osób, przy gęstości zaludnienia wynoszącej 156,8 osób/km².